# Старєвіч Владислав Олександрович
Владисла́в Олександрович Старевич (8 серпня 1882, Москва — 26 лютого 1965, Париж) — польський та французький режисер, автор перших в світі сюжетних фільмів, знятих в техніці лялькової анімації.
В 1919—1929 роках працював у Ялті.